# Feirense FC
Feirense FC je brazilský fotbalový klub z Feira de Santana, který působí v Campeonato Baiano. Klub byl založen v roce 1997 a svoje domácí utkání hraje na Estádio Joia da Princesa s kapacitou 16 274 diváků.